# Art'owr Edigaryan
Art'owr Geġami Edigaryan (in armeno Արթուր Գեղամի Եդիգարյան?; Erevan, 26 giugno 1987) è un allenatore di calcio ed ex calciatore armeno, di ruolo centrocampista.

## Biografia
Ha un fratello calciatore, Artak Edigaryan.

## Palmarès

### Club

#### Competizioni nazionali
- Campionato armeno: 4

P'yownik: 2006, 2007, 2008, 2009
- Coppa d'Armenia: 2

P'yownik: 2009
Alashkert: 2018-2019
- Supercoppa d'Armenia: 3

P'yownik: 2007, 2008
Alaskert: 2016
- Coppa del Kazakistan: 2

Qaýrat: 2014, 2015